# سیارک ۶۶۳۶
سیارک ۶۶۳۶ (به انگلیسی: 6636 Kintanar، نامگذاری:1988RK8) شش هزار و ششصد و سی و ششمین سیارک کشف شده‌است که در ۱۱ سپتامبر ۱۹۸۸ کشف شد.
قدر مطلق سیارک برابر ۲۳.۴ است.